# Minolta AF 70-210mm f/4

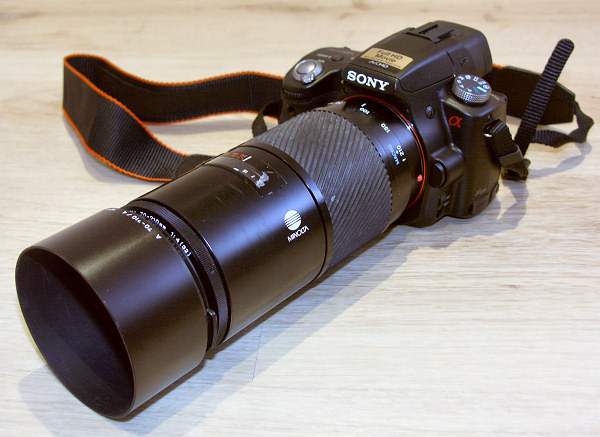
Sony Alpha 55 met Minolta AF 70-210 f/4

De Minolta AF 70-210mm f/4 is een teleobjectief van Minolta met autofocus. Het objectief is geschikt voor camera's met een Minolta AF-vatting en is vooral bekend onder de naam 'beercan' vanwege de gelijkenis met een aluminium bierblikje.
In 1985 kwam het objectief op de markt, samen met de Minolta Maxxum/Dynax/Alpha 7000-camera (de eerste autofocus-spiegelreflexcamera in massaproductie), en het bleef jarenlang in productie. Geleidelijk nam de productie af en uiteindelijk stopte Minolta ermee. De opvolgers, de 70-210/3.5-4.5 en de 70-210/4.5-5.6, waren van mindere kwaliteit dan hun voorganger, zowel qua bouw als beeldkwaliteit.
Het objectief is nog steeds zeer populair bij digitale spiegelreflexcamera's met het Minolta AF-systeem, zoals de Minolta Maxxum 7D of de Alpha-serie van Sony. Hoewel het objectief relatief groot en zwaar is, is het vrij populair vanwege zijn solide bouw, scherpte en fraaie bokeh. De 'beercan' heeft zelfs een legendarische status verkregen.